# Henri Milet
 (mars 2018).
Si vous disposez d'ouvrages ou d'articles de référence ou si vous connaissez des sites web de qualité traitant du thème abordé ici, merci de compléter l'article en donnant les références utiles à sa vérifiabilité et en les liant à la section « Notes et références ».
 (mars 2018).
- Si vous ne connaissez pas le sujet, laissez ce bandeau (vous pouvez alors contacter les auteurs).
- Si vous supprimez le contenu mis en cause (vous pouvez préalablement contacter les auteurs),

argumentez précisément cette suppression dans la page de discussion
(un manque de référence n'est pas un argument ; une recherche réelle de référence doit avoir été effectuée, être formellement documentée).
Henri Milet est un céramiste français, né le 11 avril 1907 à Sèvres et mort le 9 juillet 1987  à Dieppe,.

## Biographie
Henri Milet naquit dans un appartement situé au-dessus de la fabrique familiale de céramique au 6, rue Troyon à Sèvres. Fils de Paul Milet et petit-fils d'Optat Milet, il est le troisième et le dernier céramiste de la dynastie des Milet.
Sévrien, il gardera cependant toute sa vie ses attaches avec Dieppe qui reste le lieu de son berceau familial. C'est là qu'il rencontre en 1928 sa future épouse, Madeleine Dubertret, dieppoise d'origine et arrière-petite-fille d'Alexandre Legros. Legros était l'ami d'Ambroise Milet ; l'amitié de deux générations entre ces deux familles se concrétisa par un mariage.
Henri Milet entre à l'École de céramique de Sèvres et devient ingénieur céramiste en 1929.
En 1931, il prend la direction de la Maison Milet. La crise de 1929 n'a pas d'effet immédiat sur le comportement des clients et la production de la fabrique Milet atteindra son point culminant cette même année 1931. Dès 1932, cependant, la chute du chiffre d'affaires est importante.
Ni les conséquences de la crise de 1929, ni les bombardements des usines Renault de 1944, ni l'avènement de l'industrie du plastique qui a concurrencé l'importante production de boutons en céramique n'empêcheront Henri Milet de poursuivre l'œuvre de ses ancêtres. Il prend sa retraite en 1971, date de fermeture de la Maison Milet, qui aura été active durant 105 ans.
Ses derniers succès sont liés à sa capacité à réaliser des grès grâce à des recherches sur la pâte et la cuisson.
Les bâtiments de la Maison Milet ont été rasés en 1986 sur décision de la municipalité de Sèvres pour faire place à des bureaux d'affaires.

## La confusion entre un artiste et une marque

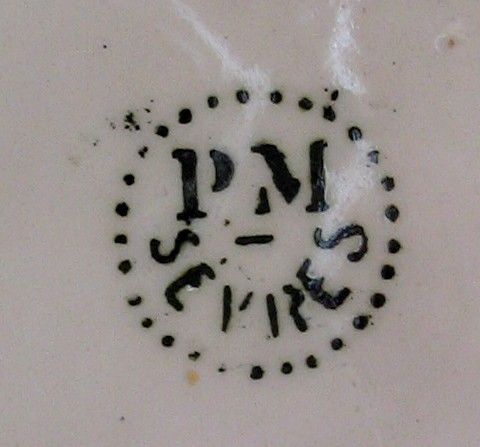
Marque Paul Milet et Henri Milet.

Paul Milet crée la marque « MP Sèvres » inscrite dans un cercle pointillé en reprenant ses initiales. Quand Henri prend sa succession, son père ne quitte pas l'entreprise pour autant, reprenant ses travaux de chimie. Henri Milet décidera donc de garder cette marque. Elle changera en « PM Sèvres » à la demande de la Manufacture nationale de Sèvres. Mais cela reste les initiales de Paul Milet. Le 16 juillet 1945 fut déposée une marque élargie à « Sté Paul Milet et fils ». Aujourd'hui par confusion, toutes les céramiques signées « MP » ou « PM » sont considérées comme des œuvres de Paul Milet. En réalité, 30 % des céramiques signées « MP » et 100 % de celles signées « PM » proviennent d'Henri Milet.[réf. nécessaire]
Faute d'informations, la totalité de la production d'Henri Milet est faussement attribuée à son père Paul, Henri Milet n'ayant jamais fait publicité de son nom.[réf. nécessaire]

## Postérité
L'établissement d'un catalogue raisonné de cet artiste reste à réaliser.
Une partie de sa production est passée aux enchères le 17 mars 2002 à l'hôtel Drouot à Paris, où 244 objets dont 240 provenant d'Henri Milet ont été proposés à la vente[réf. nécessaire].
Parmi les artistes ayant débuté ou collaboré au 6, rue Troyon, le plus célèbre est Jean Mayodon qui a fréquenté cette usine dans les années 1930.[réf. nécessaire]

### Œuvres
Ces pièces de grande taille, souvent sur un socle ovale, vont de 40 à 70 cm.
- Ours : trois modèles dont une réplique de l'ours en cristal produit à la Cristallerie de Sèvres d'après François Pompon.
- Bouc, d'après un modèle antique perse.
- Biche.
- Cerf.
- Renard.
- Canard.
- Mouette, avec deux modèles de socle.
- Perroquet chinois.
- Cheval sur une tuile faitière (chinoiserie).
- Caniches en de nombreuses variations.
- Panthère se léchant la patte.
- Chats.

## Collaborations
- Magdeleine Mocquot.
- Simmonet[Lequel ?].
- Marie-Claude Clerget : Vierge.
- François Barachant : vase art nouveau, décor de poissons stylisés.